# Щелкун подземный
Щелкун подземный (лат. Athous tartarus) — вид щелкунов из подсемейства Dendrometrinae.

## Распространение
Распространён вид в горно-лесной местности Крыма.

## Описание

### Проволочник
Проволочник длиной достигает 22 мм. Вырезка каудального сегмента значительно длиннее ширины, превышает ширину урогомф в два с половиной раза. Длина урогомф равна половине длины площадки или превышает её. Пунктировка выражена только у основания площадки.

## Экология
Проволочники являются всеядными.